# Rhyacophila lobifera
Rhyacophila lobifera är en nattsländeart som beskrevs av Betten 1934. Rhyacophila lobifera ingår i släktet Rhyacophila och familjen rovnattsländor. Inga underarter finns listade i Catalogue of Life.